# Портрет Евгения Ивановича Оленина
«Портрет Евгения Ивановича Оленина» — картина Джорджа Доу и его мастерской из Военной галереи Зимнего дворца.
Картина представляет собой погрудный портрет генерал-лейтенанта Евгения Ивановича Оленина из состава Военной галереи Зимнего дворца.
Во время Отечественной войны 1812 года генерал-майор Оленин возглавлял отдельный отряд, сформированный из Смоленского губернского ополчения и запасных батальонов разных полков. Отличился в сражениях при Красном и Смоленске, где был ранен. В Заграничном походе 1813 года сражался в Пруссии и после битвы под Лютценом был отправлен в отпуск на лечение.
Изображён в генеральском мундире, введённом для кавалерийских генералов 6 апреля 1814 года. На шее кресты орденов Св. Владимира 3-й степени и Св. Анны 2-й степени; по борту мундира орден Св. Иоанна Иерусалимского; справа на груди крест ордена Св. Георгия 4-го класса, серебряная медаль «В память Отечественной войны 1812 года» на Андреевской ленте, золотой крест «За взятие Очакова» и шитая звезда ордена Св. Иоанна Иерусалимского. Крест за Очаков изображён ошибочно, вместо него должен быть золотой крест «За взятие Праги». Подпись на раме: Е. И. Олѣнинъ, Генералъ Маiоръ.
7 августа 1820 года Комитетом Главного штаба по аттестации Оленин был включён в список «генералов, заслуживающих быть написанными в галерею» и 6 марта 1824 года император Александр I приказал написать его портрет. В Инспекторском департаменте Военного министерства имеется письмо Оленина от 30 апреля 1825 года, где он сообщает что «незнав до настоящего времени как скоро оправлюсь после болезни и дабы через сие неумедлить своим прибытием в Санкт-Петербург, чувствуя в полной мере столь лестное приглашение спешу доставить какой имею у себя портрет». 10 августа 1825 года Доу получил аванс и 21 июня 1827 года Доу был выплачен оставшийся гонорар за эту работу. Готовый портрет был принят в Эрмитаж 8 июля 1827 года, а поскольку предыдущая сдача готовых портретов была совершена 18 октября 1826 года, то галерейный портрет Оленина был написан между этими датами. Современным исследователям портрет-прототип неизвестен.